# George Wood (attore 1981)
George Wood (Manchester, 16 ottobre 1981) è un attore, cantante, scrittore e compositore britannico.
È conosciuto soprattutto per il ruolo di Ollie nella serie televisiva musicale I Dream.

## Biografia
Parla correttamente francese e familiarmente italiano.

## Televisione
- I Dream: Ollie (ruolo principale, 2004)
- The Dotted Line: Mike (ruolo principale, 2003)
- Anythings Possible: Christopher Dean (ruolo principale, 1997)
- Disney Club: Presentatore (1996-1997)
- Road Hog: Presentatore (1996-1997)

## Filmografia
- Leonardo's Shadow: Giacomo (ruolo principale, 2006)
- Le nuove avventure di Annie: Michael Webb (ruolo principale, 1995)

## Teatro

### Autore
- Cenerentola: Principe (Richmond Theatre, Richmond, 2007-2008)

### Attore
- Deep Blue Sea: Philip Welch (Vaudeville Theatre, 2008)
- Cenerentola: Principe (Milton Keynes Theatre, Milton Keynes, 2006-2007)
- Il mago di Oz: Tinman (Marlowe Theatre, Canterbury, 2006)
- Piccole donne: Laurie (TheatreWorks, 2005-2006)
- Cenerentola: Principe (Churchill Theatre, Bromley, 2005-2006)
- The Mystery Plays: Jesus (Canterbury Cathedral, 2004)
- Biancaneve e i sette nani: Principe (Marlowe Theatre, Canterbury, 2003-2004)
- Sound of Music: Rolf (Aberyswyth Arts Centre, 2002)
- Oliver!: Dipper (London Palladium, 1996)
- Peter Pan (Tour): John Darling (Manchester Palace, Cork Opera House, His Majestys Aberdeen, Belfast Opera House, 1995)

## Musica

### Autore
- CD Demo (8 tracce, una inserita in I Dream)

### Cantante
- Say It's Alright (singolo solista, 2005)
- I Dream Cast Album (3 singoli solista, 2004)
- Tour promozionale ed esibizioni a Top of the Pops, Blue Peter, Smile & Children In Need

## Commerciale
- Clearasil (2002)
- Gran Dorado (1998)
- Frutini-Del Monte (1996)

## Radio
- First Steps in Drama (BBC, 1995)